# 상부위장관내시경
상부위장관내시경(esophagogastroduodenoscopy, EGD; oesophagogastroduodenoscopy, OGD)은 샘창자까지의 상부 위장관을 관찰하기 위해 내시경을 이용하는 진단 기법이다. 절개가 필요하지 않으며, 진정이나 마취를 하지 않은 경우 크게 회복 과정이 필요하지도 않기 때문에 최소침습시술로 분류된다. 그러나 인후통은 흔하게 동반될 수 있다.
'Esophagogastroduodenoscopy'(EGD)는 미국 영어, 'oesophagogastroduodenoscopy'(OGD)는 영국 영어로 철자가 다르지만 발음은 같다. 'Panendoscopy'(PES), 'upper GI endoscopy' 등으로도 불리며 단순히 'upper endoscopy', 'upper GI' 등으로도 불린다. 내시경 중에서 가장 흔한 것이 상부위장관내시경이기 때문에 'endoscopy'(내시경)이라고만 쓰는 경우도 가끔 있다. 위내시경(gastroscopy)은 말 그대로 위에만 초점을 두는 내시경 진단법이지만 상부위장관내시경과 용어가 혼용되기도 한다.

## 같이 보기
- 대장내시경